# أمينة سعود
أمينة سعود (من مواليد 18 يوليو 1993 ) هي لاعبة كرة طائرة جزائرية. كما أنها كانت جزءًا من المنتخب الوطني الجزائري للكرة الطائرة.

## روابط خارجية
- الملف الشخصي في FIVB.org